# Francisco Chaviano
Francisco Chaviano (Sagua la Grande, 7 de marzo de 1953) es un disidente cubano. Profesor de matemáticas del Instituto de Química de La Habana. Cuando fue liberado tras cumplir 13 años de cárcel -bajo libertad condicional- el 10 de agosto de 2007, estaba considerado el prisionero de conciencia más antiguo de América Latina. 
Por su caso se habían interesado la Comisión de Derechos Humanos de las Naciones Unidas y la Comisión Interamericana de la OEA. Fue proclamado el 11 de mayo de 1994 como prisionero de conciencia por Amnistía Internacional.
Había sido detenido el 7 de mayo de 1994 y condenado -después de permanecer 11 meses incomunicado- a 15 años bajo cargos de "revelar secretos concernientes a la seguridad del Estado" y de falsificar documentos. La condena fue dictada por un tribunal militar en La Habana, en abril de 1995. La reclusión en la prisión "Combinado del este", en la ciudad de La Habana, ha dejado graves secuelas en su salud. Padece un tumor pulmonar de rápido crecimiento y una cardiopatía isquémica. Durante los últimos dos años de prisión fue hospitalizado en varias ocasiones con crisis pulmonares y cardíacas. 
Antes de su arresto, Chaviano era presidente del Consejo de Derechos Civiles de Cuba, una organización que respaldaba las libertades ciudadanas y que denunció la penetración de agentes de Seguridad del Estado en el movimiento disidente. 